# Julius Brink
Julius Brink, född 6 juli 1982 i Münster, är en tysk idrottare som delar i beachvolleyboll. Tillsammans med Jonas Reckermann vann han 2009 VM i beachvolley, 2012 OS i beachvolley och 2011 och 2012 EM i beachvolley. Han tog också ett EM-guld 2006 tillsammans med Christoph Dieckmann. Han har också vunnit tyska mästerskapen fem gånger (2006 och 2007 med Dieckmann och 2009-2011 med Reckermann). Han utsågs till Beachvolleyballer des Jahres 2005, 2006, 2009, 2010, 2011 och 2012.
Brink började 1988 med vanlig volleyboll, som han spelade med TSV Bayer 04 Leverkusen. 1999 bytte han till beachvolleyboll. Bredvid idrotten är Brink officer i Bundeswehr och 2010 avslutade han ett studium i sportmanagement.